# 시모시기촌
시모시기촌(下鴫村)은 오카야마현 시쓰키군에 있던 촌이다. 현재의 이바라시에 해당한다.

## 역사
- 1889년 6월 1일 - 정촌제 시행에 의해 시쓰키군 시모시기촌이 성립하였다.
- 1900년 4월 1일 - 야마촌, 가미시키촌과 합병해 교와촌이 성립하여 폐지되었다.

## 참고문헌
- 角川日本地名大辞典 33 岡山県
- 『市町村名変遷辞典』東京堂出版、1990年。